# L'agent Gordon se déchaîne
Pour plus de détails, voir Fiche technique et Distribution.
L'agent Gordon se déchaîne (titre original : Password: Uccidete agente Gordon) est un film italo-espagnol de Sergio Grieco sorti en 1966.

## Synopsis
L'agent de la CIA Douglas Gordon fait tout pour déjouer les plans dune organisation criminelle qui fournit des armes aux Viet-Cong...

## Fiche technique
- Titre français : L'agent Gordon se déchaîne[1]
- Titre original italien : Password: Uccidete agente Gordon
- Titre espagnol : Operación Mogador
- Réalisation : Sergio Grieco (sous le nom de « Therence Hathaway »)
- Scénario et histoire : Lucio Battistrada, Gian Paolo Callegari et Ramón Comas de Torres
- Directeur de la photographie : Juan Julio Baena
- Montage : Renato Cinquini
- Musique : Piero Umiliani
- Costumes : Antonio Randaccio
- Décors : Antonio Lega et Antonio Visone
- Genre : Film d'action, Film d'aventures
- Pays :  Italie,  Espagne
- Durée : 95 minutes (1 h 35)
- Date de sortie :
  - Italie : 30 mars 1966
  - France : 12 octobre 1966
- Affiche : Constantin Belinsky (France)

## Distribution
- Roger Browne (VF : Hubert Noël) : Douglas Gordon
- Helga Liné (VF : Marianne Lecène) : Karin
- Michael Rivers (VF : Roger Carel) : Rudy Schwartz
- Frank Ressel (VF : Françoise Fechter) : Linda Kastiadis / Albert Kowalski
- Rosalba Neri (VF : Perrette Pradier) : Amalia
- Andrew Scott (VF : Michel Roux) : Walter
- Susan Terry (VF : Claude Chantal) : Aisha
- Mila Stanić : Magda
- Peter Blades (VF : Claude Joseph) : Jimmy
- Dario de Grassi : Marty
- Francesca Rosano : la chanteuse à Paris
- Giorgio Ubaldi (VF : Pierre Trabaud) : Harry
- Beny Deus (VF : Pierre Collet) : Manuel, le chauffeur de la fourgonnette
- Frank Liston (VF : Jacques Thébault) : José Maria
- Ángel Menendez (VF : Jacques Beauchey) : Kurt
- Leu Lii Young (VF : Jacques Chevalier) : Lao Pat, le 1er agent vietnamien
- Cheu Yea Hong (VF : Claude Joseph) : le 2d agent vietnamien
- Anthony Gradwell (VF : Raoul Guillet) : le chef de Gordon
- Enzo Andronico (VF : Jacques Beauchey) : M. Lapipi (Robert Le Prébois en VF), l'agent théâtral